# Paco Lara
Francisco José Lara Ruiz (Granada, 25 de febrero de 1977), más conocido como Paco Lara, es un exciclista profesional español. Debutó como profesional en el año 2001, con el equipo Festina. 
Destacó como un buen gregario siempre trabajando para alguno de los destacados líderes que tuvo: Christophe Moreau, Jan Ullrich u Óscar Sevilla.
Su mejor logro como profesional fue la tercera posición y medalla de bronce en el Campeonato de España en Ruta de 2004, donde se impuso Francisco Mancebo y fue plata Alejandro Valverde.

## Palmarés
2004
- 3.º en el Campeonato de España en Ruta

## Resultados en Grandes Vueltas
| Carrera | Carrera         | 2001 | 2002 | 2003 | 2004 | 2005 | 2006 | 2007 |
| ------- | --------------- | ---- | ---- | ---- | ---- | ---- | ---- | ---- |
|         | Giro de Italia  | —    | 46.º | —    | —    | —    | —    | —    |
|         | Tour de Francia | —    | —    | —    | —    | —    | —    | —    |
|         | Vuelta a España | —    | —    | 59.º | 14.º | Ab.  | —    | —    |

—: no participa

Ab.: abandono

## Equipos
- Festina (2001)
- Team Coast (2002-2003)
- Team Bianchi (2003)
- Costa de Almería-Paternina (2004)
- T-Mobile (2005)
- Andalucía (2006-2007)
  - Andalucía-Paul Versán (2006)
  - Andalucía-Caja Sur (2007)